# 孫復初
孫復初，山東招遠人，明朝政治人物、進士出身。

## 生平
正统庚午年間，鄉試中舉。正德九年（1514年）甲戌科进士。